# Operațiunea Furtuna

Ministrul Apărării Gojko Šušak (al treilea din stânga, primul rând) și președintele Franjo Tuđman (în dreapta lui), printre alți oficiali de rang înalt, observând evoluția operațiunii Furtuna la 4 august 1995

Operațiunea Furtuna sau Operațiunea Storm (sârbocroată Operacija Oluja / Операција Олуја) a fost ultima bătălie majoră a Războiului de Independență al Croației și un factor major în rezultatul Războiului Bosniac. A fost o victorie decisivă a Armatei Croate (HV), care a atacat un front de 630 de kilometri împotriva Republicii Sârbe Krajina (RSK) și o victorie strategică pentru Armata Republicii Bosnia și Herțegovina (ARBiH).
Armata Croată a fost susținută de poliția specială croată care a avansat dinspre Muntele Velebit și de Armata Republicii Bosnia și Herțegovina situată în buzunarul Bihać, în spatele Armatei Republicii Sârbe Krajina (ARSK). Lupta, lansată pentru a restabili controlul  Croației asupra 10.400 de kilometri pătrați, reprezentând 18,4% din teritoriul pe care îl susținea, și controlul bosniac asupra Bosniei de Vest a fost cea mai mare luptă europeană pe uscat de la cel de-al doilea război mondial. Operațiunea Furtuna a început în zorii zilei de 4 august 1995 și a fost declarată terminată în seara zilei de 7 august, în ciuda unor operațiuni semnificative de curățenie a unor buzunare de rezistență care a durat până la 14 august.
Operațiunea Furtuna a fost o victorie strategică în Războiul Bosniac, încheind efectiv asediul de la Bihaci și plasând HV, Consiliul de Apărare al Croației (HVO) și ARBiH în poziția de a schimba balanța militară a puterii în Bosnia și Herțegovina prin operațiunea ulterioară Mistral 2. Operațiunea construită pe baza avansurilor HV și HVO realizate în timpul operațiunii Summer '95, când au fost obținute poziții strategice care să permită capturarea rapidă a capitalei Knin , precum și înarmarea și formarea continuă a HV de la începutul Războiului de Independență al Croației, când Republica Sârbă Krajina a fost creată în timpul revoluției sârbe și a intervenției Armatei Populare Iugoslave (JNA). Operațiunea în sine a urmat unei misiuni nereușite de menținere a păcii a Organizației Națiunilor Unite (ONU) și a eforturilor diplomatice de soluționare a conflictului.
Rezultatele strategice ale HV și ARBiH au fost rezultatul unei serii de îmbunătățiri ale armatelor în sine și al descoperirilor cruciale realizate în pozițiile ARSK care ulterior au fost exploatate de HV și ARBiH. Atacul nu a avut succes imediat în toate punctele, însă cucerirea pozițiilor cheie a dus la prăbușirea structurii de comandă a ARSK și a capacității generale de apărare. Capturarea de către HV a Bosansko Grahovo chiar înainte de operațiunea Storm și avansarea poliției speciale la Gračac a făcut aproape imposibilă apărarea orașului Knin. În Lika, două brigăzi de gardă au atacat decisiv și rapid zona deținută de ARSK (care era fără apărare tactică și forțe de rezervă mobile), izolând buzunarele de rezistență, plasând o forță mobilă pentru o împingere decisiv spre nord în zona de responsabilitate a Corpului Karlovac (AOR) și împingând ARSK spre Banovina. Înfrângerea ARSK la Glina și Petrinja, după o apărare dură, a dus și la victoria asupra Corpului ARSK Banija, deoarece rezervele sale erau fixate de ARBiH. RSK s-a bazat pe militarii Republicii Srpska și iugoslavi ca rezerve strategice, dar ei nu au intervenit în luptă.
HV și poliția specială au avut pierderi de 174-211 morți sau dispăruți, în timp ce ARSK a avut 560 de soldați uciși. Patru soldați ONU de menținere a păcii  au fost, de asemenea, uciși. HV a capturat 4.000 de prizonieri de război. Numărul de decese în rândul sârbilor civili  este contestat - Croația susține că numărul acestora este de 214, în timp ce sursele sârbe citează 1 192 de civili uciși sau dispăruți. În timpul ofensivei și după, au plecat 150.000-200.000 de sârbi civili - sau aproape întreaga populație sârbă a zonei deținute anterior de ARSK (acum în retragere) și o serie de crime au fost comise împotriva civililor rămași acolo. Tribunalul Penal Internațional pentru Fosta Iugoslavie (TPII) a acuzat mai târziu trei generali croați de crime de război (Ivan Čermak, Ante Gotovina și Mladen Markač), toți trei au fost achitați în cele din urmă.
În 2010, Serbia a dat în judecată Croația în fața Curții Internaționale de Justiție (CIJ), susținând că ofensiva a constituit un genocid. În 2015, instanța a decis că nu a fost genocid și a afirmat că populația sârbă a fugit ca rezultat direct al ofensivei, deși a afirmat că statul croat nu a avut intenția specifică de a înlătura minoritatea sârbă a țării și nici nu s-a constatat că purificarea etnică sau civilă a avut loc. Totuși, s-a constatat că  forțele croate au comis crime împotriva civililor. Începând din noiembrie 2012, sistemul judiciar croat a condamnat 2380 de persoane pentru diferite infracțiuni comise în timpul operațiunii Furtuna.
Majoritatea "sârbilor" din Republica Sârbă Krajina erau urmașii vlahilor (morlacilor) din Lika, menționați de Silviu Dragomir,.